# Otto Baer (Politiker)
Otto Baer, auch Otto Bär, (* 1. Februar 1881 in Jerichow; † 23. April 1966 in Magdeburg) war Magdeburger Kommunalpolitiker und Oberbürgermeister.

## Leben
Baer stammte aus einfachen Verhältnissen. 1898 trat er der Gewerkschaft der Lederarbeiter bei. Zunächst war er hier Hauskassierer, wurde jedoch später Bezirksleiter. 1900 wurde Baer Mitglied der SPD. Baer gehörte zu den Mitbegründern der gewerkschaftlichen Versicherung Volksfürsorge, deren Geschäftsführer er 1914 wurde.
1917 wurde er zum Vorsitzenden der SPD Magdeburg gewählt. Er zog für die SPD in den Magdeburger Stadtrat ein und bekleidete dort von 1920 bis 1933 die Funktion des Stadtverordnetenvorstehers.
1928 wurde er Präsident des Provinziallandtages der Provinz Sachsen. Er übernahm auch den Vorsitz des Deutschen Städtetags und des Provinzial-Städtetags. In den Jahren von 1930 bis 1933 war er außerdem Verwaltungsdirektor des Magdeburg-Sudenburger Krankenhauses.
Nach der Machtergreifung der Nationalsozialisten 1933 wurde er von diesen gesucht. Er konnte untertauchen, wurde jedoch bereits im Mai 1933 verhaftet und kam für zwei Wochen in sogenannte Schutzhaft. Ihm wurde bis 1945 eine wöchentliche Meldepflicht auferlegt. Es erfolgten viele Hausdurchsuchungen.
Bis 1935 war er arbeitslos und übernahm dann eine Versicherungsvertretung. Hier bediente er sich mit großem Erfolg ehemaliger Sozialdemokraten, was bei der Gestapo den Verdacht einer Widerstandsgruppe erregte. Er kam daher 1936 für fünf Monate in Untersuchungshaft. 1938 übernahm er zwar wieder eine Versicherungsagentur, wurde dann jedoch im November 1939 vom Finanzamt dienstverpflichtet. Es bestand bedingt durch den begonnenen Zweiten Weltkrieg ein erheblicher Arbeitskräftemangel. Eine erneute Inhaftierung erfolgte im August 1944 im Rahmen der Aktion Gitter. Für sechs Wochen war er im KZ Sachsenhausen interniert.
Am 19. April 1945 wurde Baer vom Kommandanten der die Stadt Magdeburg besetzenden US-Armee zum Oberbürgermeister von Magdeburg ernannt. Die die Kommandogewalt übernehmende britische Armee setzte ihn wieder ab, die dann dauerhaft folgende sowjetische Besatzungsmacht setzte ihn wieder in das Amt ein. Er wurde außerdem zum Bezirkspräsidenten des Bezirks Magdeburg ernannt. Seine Funktionen hatte Baer jedoch nur etwa zehn Monate.
Er geriet dann für zehn Wochen in NKWD-Haft.
Später war er als Leiter einer Abteilung im Finanzministerium in Halle (Saale) tätig.
Baer stand der 1946 erfolgten Zwangsvereinigung von SPD und KPD im Gebiet der Sowjetischen Besatzungszone reserviert gegenüber. Eine Anerkennung als Verfolgter des Naziregimes (VdN) wurde ihm nicht gewährt.

## Ehrungen
Die Stadt Magdeburg benannte ihm zu Ehren die Otto-Baer-Straße.
Das AWO Seniorenzentrum im Elslakenweg 1 in Jerichow trägt den Namen „Otto-Baer-Haus“.